# Мундо (река)
Мундо (исп. Río Mundo) — река на юго-востоке Испании.
Длина — 150 км, площадь водосборного бассейна — 766 км². Истоки реки находятся на высоте 1520 м над уровнем моря на территории муниципалитета Риопар. Рио-Мундо протекает по территории автономных сообществ Кастилия-Ла-Манча и Мурсия и впадает в реку Сегура.
На реке расположено водохранилище Талаве, образовавшееся после строительства гидроэлектростанции. Рио-Мундо — часть канала Тахо-Сегура.